# Diadegma stigmatellae
Diadegma stigmatellae là một loài tò vò trong họ Ichneumonidae.